# Рајхартсхаузен
Рајхартсхаузен (њем. Reichartshausen) општина је у њемачкој савезној држави Баден-Виртемберг. Једно је од 54 општинска средишта округа Рајн-Некар. Према процјени из 2010. у општини је живјело 2.038 становника. Посједује регионалну шифру (AGS) 8226066.

## Географски и демографски подаци
Рајхартсхаузен се налази у савезној држави Баден-Виртемберг у округу Рајн-Некар. Општина се налази на надморској висини од 228 метара. Површина општине износи 10,0 km². У самом мјесту је, према процјени из 2010. године, живјело 2.038 становника. Просјечна густина становништва износи 204 становника/km².